# Dolichoderus moggridgei
Dolichoderus moggridgei é uma espécie de formiga do gênero Dolichoderus.